# Красиловка (Тамбовская область)
Красиловка — село в Петровском районе Тамбовской области России. 
Административный центр Красиловского сельсовета.

## География
Расположено на реке Матыра, в 15 км к юго-востоку от райцентра, села Петровское, и в 77 км к юго-западу от центра Тамбова.

## Население
| 2002 | 2010 |
| ---- | ---- |
| 240  | ↘224 |

Согласно результатам переписи 2002 года, в национальной структуре населения русские составляли 93 % от жителей.